# Dune (franchise)
För andra betydelser, se Dune.
Dune (engelska för ”Dyn”), även kallad Dune Chronicles (”Dyn-krönikorna”), är en science fictionfranchise skapad av den amerikanska författaren Frank Herbert. Den består av böcker, filmatiseringar och miniserier. Det har också givits ut ett antal datorspel. Den första boken Dune, publicerad på svenska som Arrakis - ökenplaneten, har blivit inflytelserik och anses höra till ett av de främsta verk som skrivits inom genren. Boken har belönats med både Hugopriset och Nebulapriset. Herbert hann skriva fem böcker till i serien före sin död i februari 1986. Sonen Brian Herbert har emellertid tillsammans med Kevin J. Anderson publicerat flera böcker i seriens fiktiva universum som brukar kallas för Dune universe eller Duniverse. Böckerna Hunters of Dune och Sandworms of Dune är delvis baserade på Franks anteckningar som upptäcktes ett decennium efter hans bortgång.
Dune utspelar sig i framtiden där varje planet styrs av en adelsätt som i sin tur hyser trohet till den som är kejsare över hela vintergatan. Rymdgillet har monopol på alla planetresor som drivs av den dyrbara kryddan melange som till en början enbart finns på ökenplaneten Arrakis (ibland kallad "Dune" efter det engelska ordet för sanddyn). Serien utforskar tunga ämnen som feodalism, politisk religion och sambandet mellan ekologi och teknologi. I berättelsen finns det tydliga influenser från Mellanöstern, speciellt inom islam.
Två nya filmer baserade på den första boken har släppts av Legendary Entertainment. Projektet har Denis Villeneuve som regissör.

## Handling (översikt)
Böckerna handlar inledningsvis om Paul Atreides och hans far Leto som är överhuvudet för huset Atreides på vattenplaneten Caladan. De är en av de många adelsätterna inom imperiet där Shaddam IV Corrino är kejsare. Namnet "Atreides" kommer ursprungligen från eposen Iliaden. På ökenplaneten Arrakis finns den enda källan för kryddan melange som är den dyrbaraste varan i universum. Navigatörerna i rymdgillet använder den som en sorts medel för att hitta och tidsresa till olika planeter. Atreides fiender, huset Harkonnen, har tvingats lämna sin position som Arrakis styrande. Huset Atreides går på kejsarens order in för att ta över makten men upptäcker snart att de gått rakt i en fälla. Leto dödas men Paul och hans mor Jessica lyckas fly. Ute i öknen uppdagas för Paul att han är en Messias för ökenfolket Fremen, planetens ursprungliga invånare. I Dune Messiah (på svenska Ökenplanetens Messias) har det gått tolv år sedan Paul Atreides, nu känd som Paul Muad'dib, besegrade husen Harkonnen och Corrino och blev kejsare över universumet. Alla kommersiella och religiösa krafter har besegrats och styrs nu av Paul. I Children of Dune grönskar Arrakis som i tusentals år har varit en fientlig och farlig ökenplanet. Dessutom finns melange utspritt på flera planeter. Nio år efter att Paul Muad'dib dött planerar återstoden av huset Corrino ett återinträdande på tronen. De anser att universum inte behöver några profeter.
I God Emperor of Dune härskar Leto II Atreides som vill att människorna väljer den "Gyllene Vägen" (The Golden Path) för att uppnå frälsning. I Heretics of Dune är Leto II Atreides död och en stor del av befolkningen följer den Gyllene Vägen. I Chapterhouse: Dune tar gruppen Honoured Matres över det gamla kejsardömet där de förespråkar ett matriarkat samhälle. En konflikt blossar upp mellan gruppen och det mystiska systerskapet Bene Gesserit som är emot matriarkatet.

## Bakgrund

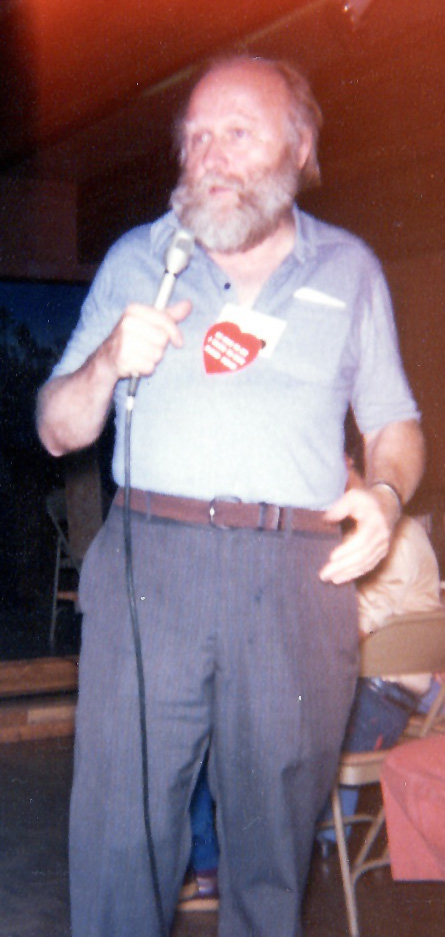
Författaren Frank Herbert vid en science fiction-kongress i oktober 1978.

De första idéerna för bokserien kom 1959 när Herbert arbetade med en artikel om sanddyner vid USA:s jordbruksdepartement i Florence, Oregon. Han tillbringade sex år under arbetet med den första boken, som ursprungligen var två verk: Dune World och The Prophet of Dune i tidskriften Analog. Dessa verk omarbetades senare till en enda bok som blev avvisad av mer än 20 olika förlag innan utgivningen i augusti 1965 av Chilton Books, som var kända för sina reparationshandböcker. Dune har vunnit Hugopriset och Nebulapriset för bästa roman. 1978 släpptes en illustrerad utgåva av boken med teckningar i färg och svartvitt av illustratören John Schoenherr. Idag anses Dune vara en klassiker i science fiction-genren med över 12 miljoner exemplar sålda världen över från och med år 2000 och framåt. Författaren Arthur C. Clarke beskrev boken som "unik" för sin tid och jämförde den med Sagan om ringen.
En uppföljare, Dune Messiah, utkom 1969. Den trycktes först i Galaxy. Den tredje boken Children of Dune publicerades 1976. Den blev nominerad till Hugopriset. Böckerna har följts tre till uppföljare, God Emperor of Dune (1981), Heretics of Dune (1984) och Chapterhouse: Dune (1985), som har fått ett blandat mottagande av läsare. Herbert avled den 11 februari 1986.

## Böcker
Frank Herbert skrev totalt sex böcker i originalserien samt en illustrerad novell, The Road to Dune, utspelad mellan händelserna i Dune och Dune Messiah. Den är en del av novellsamlingen Eye som blev nominerad till Locuspriset. I Sverige finns endast de två första böckerna översatta till svenska: Arrakis - ökenplaneten och Ökenplanetens Messias. Översättningen har gjorts av Gabriel Setterborg och Anders Stenström för förlagen Askild & Kärnekull och Legenda som ägs numera av Natur & Kultur.
Efter Herberts bortgång lanserades en diktsamling, Songs of Muad'dib, postumt. Hans son Brian Herbert och Kevin J. Anderson har kompletterat serien med två fortsättningsböcker. De har titlarna Hunters of Dune och Sandworms of Dune. Böckerna är delvis baserade på Frank Herberts anteckningar. Duon har även skrivit Prelude to Dune och Legends of Dune, som utspelar sig under Butlers Jihad, en händelse som inträffade 10 000 år innan händelserna i originalserien. Därefter har det utkommit noveller och två till serier, Heroes of Dune och Great Schools of Dune. En kronologisk ordning presenterades 2009, 2012 och 2017.
| "Dune: Hunting Harkonnens"        | 2002 | 1  | Novellserien                       | ej översatta           | ej översatta | ej översatta | ej översatta | ej översatta | ej översatta | ej översatta | ej översatta | ej översatta | ej översatta | ej översatta | ej översatta | ej översatta | ej översatta | ej översatta | ej översatta | ej översatta | ej översatta | ej översatta | ej översatta | ej översatta | ej översatta | ej översatta | ej översatta | ej översatta | ej översatta | ej översatta | ej översatta | ej översatta |
| Dune: The Butlerian Jihad         | 2002 | 2  | Legends of Dune                    | ej översatta           | ej översatta | ej översatta | ej översatta | ej översatta | ej översatta | ej översatta | ej översatta | ej översatta | ej översatta | ej översatta | ej översatta | ej översatta | ej översatta | ej översatta | ej översatta | ej översatta | ej översatta | ej översatta | ej översatta | ej översatta | ej översatta | ej översatta | ej översatta | ej översatta | ej översatta | ej översatta | ej översatta | ej översatta |
| "Dune: Whipping Mek"              | 2003 | 3  | Novellserien                       | ej översatta           | ej översatta | ej översatta | ej översatta | ej översatta | ej översatta | ej översatta | ej översatta | ej översatta | ej översatta | ej översatta | ej översatta | ej översatta | ej översatta | ej översatta | ej översatta | ej översatta | ej översatta | ej översatta | ej översatta | ej översatta | ej översatta | ej översatta | ej översatta | ej översatta | ej översatta | ej översatta | ej översatta | ej översatta |
| Dune: The Machine Crusade         | 2003 | 4  | Legends of Dune                    | ej översatta           | ej översatta | ej översatta | ej översatta | ej översatta | ej översatta | ej översatta | ej översatta | ej översatta | ej översatta | ej översatta | ej översatta | ej översatta | ej översatta | ej översatta | ej översatta | ej översatta | ej översatta | ej översatta | ej översatta | ej översatta | ej översatta | ej översatta | ej översatta | ej översatta | ej översatta | ej översatta | ej översatta | ej översatta |
| "Dune: The Faces of a Martyr"     | 2004 | 5  | Novellserien                       | ej översatta           | ej översatta | ej översatta | ej översatta | ej översatta | ej översatta | ej översatta | ej översatta | ej översatta | ej översatta | ej översatta | ej översatta | ej översatta | ej översatta | ej översatta | ej översatta | ej översatta | ej översatta | ej översatta | ej översatta | ej översatta | ej översatta | ej översatta | ej översatta | ej översatta | ej översatta | ej översatta | ej översatta | ej översatta |
| Dune: The Battle of Corrin        | 2004 | 6  | Legends of Dune                    | ej översatta           | ej översatta | ej översatta | ej översatta | ej översatta | ej översatta | ej översatta | ej översatta | ej översatta | ej översatta | ej översatta | ej översatta | ej översatta | ej översatta | ej översatta | ej översatta | ej översatta | ej översatta | ej översatta | ej översatta | ej översatta | ej översatta | ej översatta | ej översatta | ej översatta | ej översatta | ej översatta | ej översatta | ej översatta |
| Sisterhood of Dune                | 2012 | 7  | Great Schools of Dune              | ej översatta           | ej översatta | ej översatta | ej översatta | ej översatta | ej översatta | ej översatta | ej översatta | ej översatta | ej översatta | ej översatta | ej översatta | ej översatta | ej översatta | ej översatta | ej översatta | ej översatta | ej översatta | ej översatta | ej översatta | ej översatta | ej översatta | ej översatta | ej översatta | ej översatta | ej översatta | ej översatta | ej översatta | ej översatta |
| Mentats of Dune                   | 2014 | 8  | Legends of Dune                    | ej översatta           | ej översatta | ej översatta | ej översatta | ej översatta | ej översatta | ej översatta | ej översatta | ej översatta | ej översatta | ej översatta | ej översatta | ej översatta | ej översatta | ej översatta | ej översatta | ej översatta | ej översatta | ej översatta | ej översatta | ej översatta | ej översatta | ej översatta | ej översatta | ej översatta | ej översatta | ej översatta | ej översatta | ej översatta |
| "Dune: Red Plague"                | 2016 | 9  | Novellserien                       | ej översatta           | ej översatta | ej översatta | ej översatta | ej översatta | ej översatta | ej översatta | ej översatta | ej översatta | ej översatta | ej översatta | ej översatta | ej översatta | ej översatta | ej översatta | ej översatta | ej översatta | ej översatta | ej översatta | ej översatta | ej översatta | ej översatta | ej översatta | ej översatta | ej översatta | ej översatta | ej översatta | ej översatta | ej översatta |
| Navigators of Dune                | 2016 | 10 | Great Schools of Dune              | ej översatta           | ej översatta | ej översatta | ej översatta | ej översatta | ej översatta | ej översatta | ej översatta | ej översatta | ej översatta | ej översatta | ej översatta | ej översatta | ej översatta | ej översatta | ej översatta | ej översatta | ej översatta | ej översatta | ej översatta | ej översatta | ej översatta | ej översatta | ej översatta | ej översatta | ej översatta | ej översatta | ej översatta | ej översatta |
| Dune: House Atreides              | 1999 | 11 | Prelude to Dune                    | ej översatta           | ej översatta | ej översatta | ej översatta | ej översatta | ej översatta | ej översatta | ej översatta | ej översatta | ej översatta | ej översatta | ej översatta | ej översatta | ej översatta | ej översatta | ej översatta | ej översatta | ej översatta | ej översatta | ej översatta | ej översatta | ej översatta | ej översatta | ej översatta | ej översatta | ej översatta | ej översatta | ej översatta | ej översatta |
| Dune: House Harkonnen             | 2000 | 12 | Prelude to Dune                    | ej översatta           | ej översatta | ej översatta | ej översatta | ej översatta | ej översatta | ej översatta | ej översatta | ej översatta | ej översatta | ej översatta | ej översatta | ej översatta | ej översatta | ej översatta | ej översatta | ej översatta | ej översatta | ej översatta | ej översatta | ej översatta | ej översatta | ej översatta | ej översatta | ej översatta | ej översatta | ej översatta | ej översatta | ej översatta |
| Dune: House Corrino               | 2001 | 13 | Prelude to Dune                    | ej översatta           | ej översatta | ej översatta | ej översatta | ej översatta | ej översatta | ej översatta | ej översatta | ej översatta | ej översatta | ej översatta | ej översatta | ej översatta | ej översatta | ej översatta | ej översatta | ej översatta | ej översatta | ej översatta | ej översatta | ej översatta | ej översatta | ej översatta | ej översatta | ej översatta | ej översatta | ej översatta | ej översatta | ej översatta |
| Paul of Dune (Del II, IV, VI)     | 2008 | 14 | Heroes of Dune                     | ej översatta           | ej översatta | ej översatta | ej översatta | ej översatta | ej översatta | ej översatta | ej översatta | ej översatta | ej översatta | ej översatta | ej översatta | ej översatta | ej översatta | ej översatta | ej översatta | ej översatta | ej översatta | ej översatta | ej översatta | ej översatta | ej översatta | ej översatta | ej översatta | ej översatta | ej översatta | ej översatta | ej översatta | ej översatta |
| "Dune: Wedding Silk"              | 2011 | 15 | Novellserien                       | ej översatta           | ej översatta | ej översatta | ej översatta | ej översatta | ej översatta | ej översatta | ej översatta | ej översatta | ej översatta | ej översatta | ej översatta | ej översatta | ej översatta | ej översatta | ej översatta | ej översatta | ej översatta | ej översatta | ej översatta | ej översatta | ej översatta | ej översatta | ej översatta | ej översatta | ej översatta | ej översatta | ej översatta | ej översatta |
| The Winds of Dune (Del II)        | 2009 | 16 | Heroes of Dune                     | ej översatta           | ej översatta | ej översatta | ej översatta | ej översatta | ej översatta | ej översatta | ej översatta | ej översatta | ej översatta | ej översatta | ej översatta | ej översatta | ej översatta | ej översatta | ej översatta | ej översatta | ej översatta | ej översatta | ej översatta | ej översatta | ej översatta | ej översatta | ej översatta | ej översatta | ej översatta | ej översatta | ej översatta | ej översatta |
| "Dune: A Whisper of Caladan Seas" | 2001 | 17 | Novellserien                       | ej översatta           | ej översatta | ej översatta | ej översatta | ej översatta | ej översatta | ej översatta | ej översatta | ej översatta | ej översatta | ej översatta | ej översatta | ej översatta | ej översatta | ej översatta | ej översatta | ej översatta | ej översatta | ej översatta | ej översatta | ej översatta | ej översatta | ej översatta | ej översatta | ej översatta | ej översatta | ej översatta | ej översatta | ej översatta |
| Dune                              | 1965 | 18 | Originalserien                     | Arrakis - ökenplaneten | 1982         |              |              |              |              |              |              |              |              |              |              |              |              |              |              |              |              |              |              |              |              |              |              |              |              |              |              |              |
| Paul of Dune (Del I, III, V, VII) | 2008 | 19 | Heroes of Dune                     | ej översatta           | ej översatta | ej översatta | ej översatta | ej översatta | ej översatta | ej översatta | ej översatta | ej översatta | ej översatta | ej översatta | ej översatta | ej översatta | ej översatta | ej översatta | ej översatta | ej översatta | ej översatta | ej översatta | ej översatta | ej översatta | ej översatta | ej översatta | ej översatta | ej översatta | ej översatta | ej översatta | ej översatta | ej översatta |
| The Winds of Dune (Del IV)        | 2009 | 20 | Heroes of Dune                     | ej översatta           | ej översatta | ej översatta | ej översatta | ej översatta | ej översatta | ej översatta | ej översatta | ej översatta | ej översatta | ej översatta | ej översatta | ej översatta | ej översatta | ej översatta | ej översatta | ej översatta | ej översatta | ej översatta | ej översatta | ej översatta | ej översatta | ej översatta | ej översatta | ej översatta | ej översatta | ej översatta | ej översatta | ej översatta |
| "The Road to Dune"                | 1985 | 21 | Novellserien                       | ej översatta           | ej översatta | ej översatta | ej översatta | ej översatta | ej översatta | ej översatta | ej översatta | ej översatta | ej översatta | ej översatta | ej översatta | ej översatta | ej översatta | ej översatta | ej översatta | ej översatta | ej översatta | ej översatta | ej översatta | ej översatta | ej översatta | ej översatta | ej översatta | ej översatta | ej översatta | ej översatta | ej översatta | ej översatta |
| Dune Messiah                      | 1969 | 22 | Originalserien                     | Ökenplanetens Messias  | 1985         |              |              |              |              |              |              |              |              |              |              |              |              |              |              |              |              |              |              |              |              |              |              |              |              |              |              |              |
| The Winds of Dune (Del I, III, V) | 2009 | 23 | Heroes of Dune                     | ej översatta           | ej översatta | ej översatta | ej översatta | ej översatta | ej översatta | ej översatta | ej översatta | ej översatta | ej översatta | ej översatta | ej översatta | ej översatta | ej översatta | ej översatta | ej översatta | ej översatta | ej översatta | ej översatta | ej översatta | ej översatta | ej översatta | ej översatta | ej översatta | ej översatta | ej översatta | ej översatta | ej översatta | ej översatta |
| Children of Dune                  | 1976 | 24 | Originalserien                     | ej översatta           | ej översatta | ej översatta | ej översatta | ej översatta | ej översatta | ej översatta | ej översatta | ej översatta | ej översatta | ej översatta | ej översatta | ej översatta | ej översatta | ej översatta | ej översatta | ej översatta | ej översatta | ej översatta | ej översatta | ej översatta | ej översatta | ej översatta | ej översatta | ej översatta | ej översatta | ej översatta | ej översatta | ej översatta |
| God Emperor of Dune               | 1981 | 25 | Originalserien                     | ej översatta           | ej översatta | ej översatta | ej översatta | ej översatta | ej översatta | ej översatta | ej översatta | ej översatta | ej översatta | ej översatta | ej översatta | ej översatta | ej översatta | ej översatta | ej översatta | ej översatta | ej översatta | ej översatta | ej översatta | ej översatta | ej översatta | ej översatta | ej översatta | ej översatta | ej översatta | ej översatta | ej översatta | ej översatta |
| Heretics of Dune                  | 1984 | 26 | Originalserien                     | ej översatta           | ej översatta | ej översatta | ej översatta | ej översatta | ej översatta | ej översatta | ej översatta | ej översatta | ej översatta | ej översatta | ej översatta | ej översatta | ej översatta | ej översatta | ej översatta | ej översatta | ej översatta | ej översatta | ej översatta | ej översatta | ej översatta | ej översatta | ej översatta | ej översatta | ej översatta | ej översatta | ej översatta | ej översatta |
| "Dune: Sea Child"                 | 2006 | 27 | Novellserien                       | ej översatta           | ej översatta | ej översatta | ej översatta | ej översatta | ej översatta | ej översatta | ej översatta | ej översatta | ej översatta | ej översatta | ej översatta | ej översatta | ej översatta | ej översatta | ej översatta | ej översatta | ej översatta | ej översatta | ej översatta | ej översatta | ej översatta | ej översatta | ej översatta | ej översatta | ej översatta | ej översatta | ej översatta | ej översatta |
| Chapterhouse: Dune                | 1985 | 28 | Originalserien                     | ej översatta           | ej översatta | ej översatta | ej översatta | ej översatta | ej översatta | ej översatta | ej översatta | ej översatta | ej översatta | ej översatta | ej översatta | ej översatta | ej översatta | ej översatta | ej översatta | ej översatta | ej översatta | ej översatta | ej översatta | ej översatta | ej översatta | ej översatta | ej översatta | ej översatta | ej översatta | ej översatta | ej översatta | ej översatta |
| Hunters of Dune                   | 2006 | 29 | Fortsättningsbok på originalserien | ej översatta           | ej översatta | ej översatta | ej översatta | ej översatta | ej översatta | ej översatta | ej översatta | ej översatta | ej översatta | ej översatta | ej översatta | ej översatta | ej översatta | ej översatta | ej översatta | ej översatta | ej översatta | ej översatta | ej översatta | ej översatta | ej översatta | ej översatta | ej översatta | ej översatta | ej översatta | ej översatta | ej översatta | ej översatta |
| "Dune: Treasure in the Sand"      | 2006 | 30 | Novellserien                       | ej översatta           | ej översatta | ej översatta | ej översatta | ej översatta | ej översatta | ej översatta | ej översatta | ej översatta | ej översatta | ej översatta | ej översatta | ej översatta | ej översatta | ej översatta | ej översatta | ej översatta | ej översatta | ej översatta | ej översatta | ej översatta | ej översatta | ej översatta | ej översatta | ej översatta | ej översatta | ej översatta | ej översatta | ej översatta |
| Sandworms of Dune                 | 2007 | 31 | Fortsättningsbok på originalserien | ej översatta           | ej översatta | ej översatta | ej översatta | ej översatta | ej översatta | ej översatta | ej översatta | ej översatta | ej översatta | ej översatta | ej översatta | ej översatta | ej översatta | ej översatta | ej översatta | ej översatta | ej översatta | ej översatta | ej översatta | ej översatta | ej översatta | ej översatta | ej översatta | ej översatta | ej översatta | ej översatta | ej översatta | ej översatta |

### Andra författare
The Dune Encyclopedia är en samling essäer med information om världen i Dune. Den släpptes 1984 och auktoriserades samt blev godkänd av Frank Herbert. Numera klassas samlingen som inte kanon. I samband med filmen Dune (1984) utgavs två böcker, den första av Joan D. Vinge och den andra av Ed Naha. I november 1984 publicerades National Lampoon's Doon, en parodibok på Dune av Ellis Weiner.

## Annan media

### Filmatiseringar
1973 försökte Alejandro Jodorowsky med H.R. Giger, Dan O'Bannon, Jean Giraud och Chris Foss producera en film baserad på den första boken i serien. Arbetet skildras i dokumentären Jodorowsky's Dune. 1984 släpptes filmen Dune regisserad av David Lynch. Den möttes av negativa reaktioner från fans och kritiker.
2008 meddelade Paramount Pictures att en film baserad på Dune var under utveckling med Peter Berg som regissör. I oktober 2009 hoppade Berg av projektet. I januari 2010 blev det klart att Pierre Morel skulle regissera filmen. Någon inspelning kom dock aldrig till stånd.
I november 2016 köptes tv- och filmrättigheterna till Dune av Legendary Entertainment. I december 2016 gick det rykten om att Denis Villeneuve var påtänkt som regissör till filmen. I februari 2017 blev Villeneuve anlitad som regissör. I april 2017 anlitades Eric Roth som manusförfattare. Filmen kommer att delas upp i två delar.

### TV

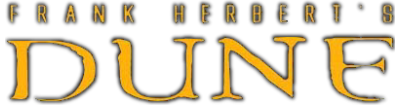
Miniseriens logotyp.

En miniserie, Dune, på tre avsnitt sändes den 3 december 2000 på Syfy. Dess uppföljare, Frank Herbert's Children of Dune, visades den 16 mars 2003. Båda serierna har vunnit en Emmy Award.

### Tidningar
I december 1984 publicerade Marvel Comics tidningen Dune: The Official Comic Book, baserad på David Lynchs film Dune. De har också släppt en oneshot-tidning och en annan tidning i tre nummer.

### Musik
Flera soundtrackalbum har gjorts till Dune, bland annat ett album komponerat av Toto till filmen av David Lynch.